# Вайлдвуд (Кентуккі)
Вайлдвуд (англ. Wildwood) — місто (англ. city) в США, в окрузі Джефферсон штату Кентуккі. Населення — 281 особа (2020).

## Географія
Вайлдвуд розташований за координатами 38°14′57″ пн. ш. 85°34′29″ зх. д. / 38.24917° пн. ш. 85.57472° зх. д. (38.249038, -85.574695).  За даними Бюро перепису населення США в 2010 році місто мало площу 0,19 км², уся площа — суходіл.

## Демографія
Згідно з переписом 2010 року, у місті мешкала 261 особа в 113 домогосподарствах у складі 75 родин. Густота населення становила 1356 осіб/км².  Було 115 помешкань (597/км²).
Расовий склад населення:
| - 97,3 % — білих - 1,5 % — азіатів - 0,4 % — корінних американців - 0,4 % — чорних або афроамериканців |

До двох чи більше рас належало 0,0 %. Частка іспаномовних становила 1,5 % від усіх жителів.
За віковим діапазоном населення розподілялося таким чином: 23,8 % — особи молодші 18 років, 53,6 % — особи у віці 18—64 років, 22,6 % — особи у віці 65 років та старші. Медіана віку мешканця становила 45,4 року. На 100 осіб жіночої статі у місті припадало 76,4 чоловіків;  на 100 жінок у віці від 18 років та старших — 80,9 чоловіків також старших 18 років.
Середній дохід на одне домашнє господарство  становив 68 028 доларів США (медіана — 67 083), а середній дохід на одну сім'ю — 82 668 доларів (медіана — 76 250). За межею бідності перебувало 1,1 % осіб, у тому числі 0,0 % дітей у віці до 18 років та 1,3 % осіб у віці 65 років та старших.
Цивільне працевлаштоване населення становило 125 осіб. Основні галузі зайнятості: освіта, охорона здоров'я та соціальна допомога — 24,8 %, фінанси, страхування та нерухомість — 12,8 %, науковці, спеціалісти, менеджери — 12,0 %.